# Cannone da 47/32 M35
El Cannone da 47/32 M35 fue la versión italiana fabricada bajo licencia del cañón antitanque austriaco Böhler 4,7 cm. Fue empleado tanto como cañón de infantería, como cañón antitanque, demostrando tener éxito al emplear proyectiles HEAT.

## Historia

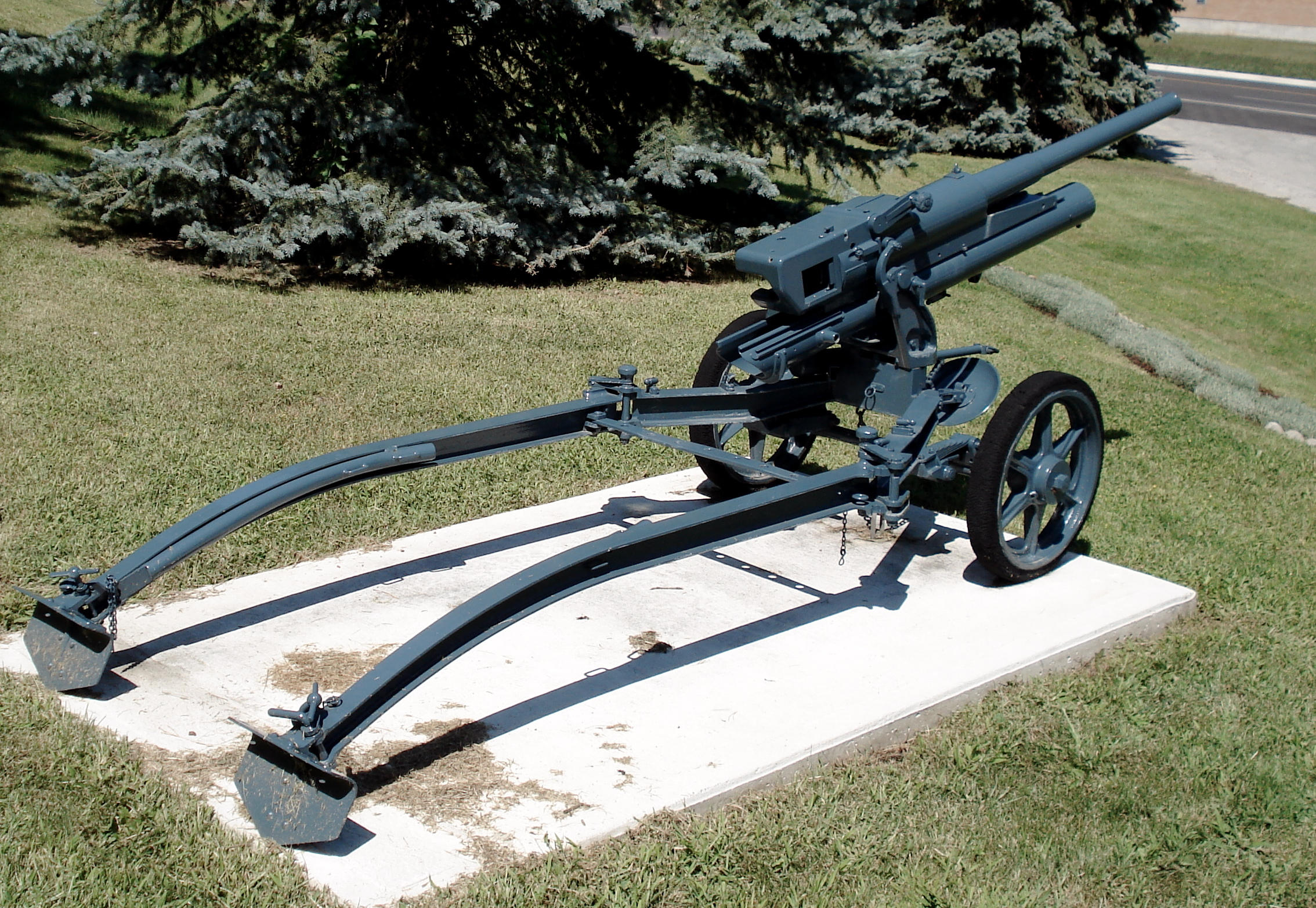
El 47/32 M35, visto desde arriba.

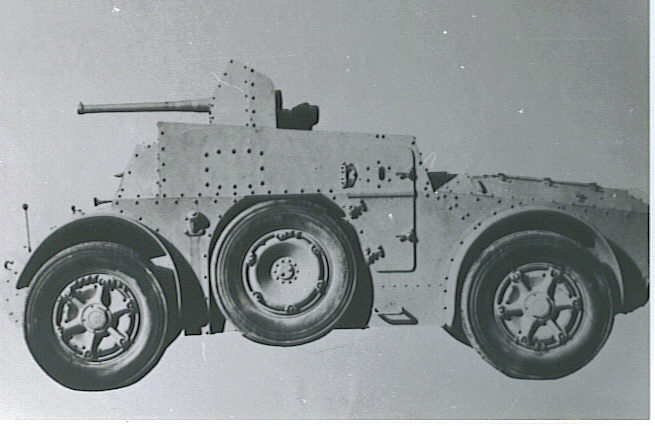
AB 41 armado con el 47/32.

El cañón antitanque Böhler de 47 mm fue diseñado y producido inicialmente en 1935 por la empresa austriaca Böhler Stahlwerke.  El Regio Esercito compró a dicha firma algunos de estos cañones y más tarde, la empresa Breda comenzó a producir el arma bajo licencia continuando su desarrollo. El Cannone da 47/32 M35 fue el principal armamento de los tanques medios M13/40 y M14/41, así como armamento experimental del automóvil blindado AB 41 (véase la fotografía) y del cazatanques Semovente 47/32. El tanque M15/42 iba armado con una versión ligeramente mejorada de este cañón (el 47/40).
El 47/32 fue construido en dos versiones; la primera con ruedas macizas semineumáticas y la segunda (en 1939, de allí su designación 47/32 mod. 39) con caña y suspensión mejoradas (en algunos lotes también con ruedas de aleación ligera y llantas semineumáticas). Para remolcarlo, se utilizaron el tractor Fiat-OCI 708 CM y la tanqueta L3/33; estos proyectos fueron abandonados rápidamente porque se rompían los ejes y cojinetes del afuste. Debido a su forma, el 47/32 era usualmente llamado "elefantino" (elefantito) por los soldados italianos.
El 47/32 fue principalmente un cañón antitanque; sin embargo, también fue empleado como arma de apoyo. En 1940 era un arma idónea: apenas tenía el mismo nivel de perforación de blindaje que sus contrapartes contemporáneos (como el QF de 2 libras británico, el PaK 36 alemán y el M1937 (53-K) 45 mm soviético, sobrepasando al Hotchkiss 25 mm francés) y su obús HE era eficaz (mientras que otros cañones como el QF de 2 libras o el PaK 36 estaban limitados al papel antitanque). Sus principales desventajas eran su incapacidad de ser remolcado por un camión, así como la falta de un escudo protector. El error del Regio Esercito al no solicitar la producción y desplegar un cañón más potente en grandes cantidades, significó que para 1942 el Cannone da 47/32 aún estaba de servicio en primera línea, a pesar de ser ineficaz contra los tanques mejorados a los que se enfrentaba.

## Características
- Calibre: 47 mm (1.85 in)
- Longitud: 1,68 m (5 ft 6 in)
- Longitud del cañón: 1,52 m (5 ft)

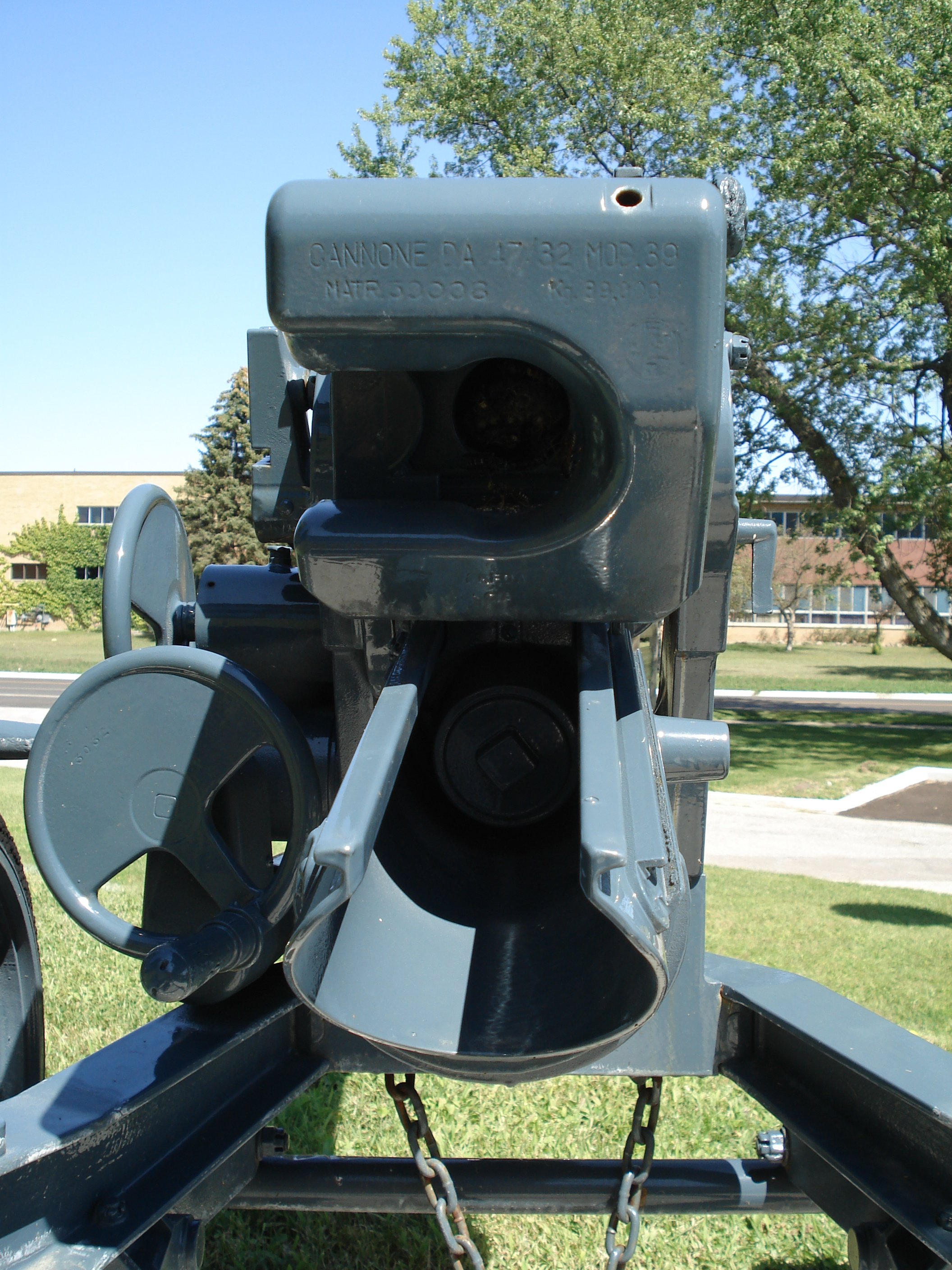
Detalle de la recámara y el cierre.

- Longitud del estriado: 1,33 m (4 ft 4.3 in)
- Peso remolcado: 315 kg (694.5 lb)
- Peso en combate: 277 kg (610.6 lb)
- Elevación: -15° a +56°
- Rotación: 62° (a cada lado)
- Velocidad de boca: 630 m/s (2067 ft/s) con proyectil AP; 250 m/s (820 ft/s) con proyectil HEAT
- Alcance: 7.000 m (7655 feet) - con proyectil HEAT
- Peso de la munición: 1,44 kg (3.175 lb) AP; 2,37 kg (5.225 lb) HEAT
- Penetración de blindaje (AP): 58 mm (2.3 in) a 100 m (110 yardas); 43 mm (1.7 in) a 500 m (550 yardas)
- Penetración de blindaje (HEAT): desconocida

## Usuarios
Además de Italia, donde se fabricó bajo licencia, el cañón Böhler 4,7 cm fue empleado por los ejércitos de Austria, China, Países Bajos, Finlandia, Rumania, Estonia, Letonia, Unión Soviética (cañones letones capturados) y Suiza.
En 1941, Rumania compró 545 cañones de fabricación austriaca y 275 cañones de fabricación italiana.
El ejército alemán capturó varios de estos cañones durante la anexión de Austria, la invasión de los Países Bajos (4,7 cm Pak 187(h)) y la Unión Soviética (4,7 cm Pak 196(r)), incorporandolos a su arsenal. Algunos de estos cañones fueron transferidos al Regio Essercito y tras su rendición, fueron recapturados junto a los modelos italianos (4,7 cm Pak 177(i)). Estos cañones fueron reasignados a unidades alemanas o de la RSI, o donados al ejército croata.